# Masters de Cincinnati 1986
El Abierto de Cincinnati 1986 (también conocido como 1986 Pringles Light Classic por razones de patrocinio) fue un torneo de tenis jugado sobre pista dura. Fue la edición número 85 de este torneo. El torneo masculino formó parte del circuito ATP. Se celebró entre el 18 de agosto y el 24 de agosto de 2003. Se celebró entre el 15 de agosto y el 21 de agosto de 1986.

## Campeones

### Individuales masculinos
Mats Wilander vence a  Jimmy Connors, 6–4, 6–1.

### Dobles masculinos
Mark Kratzmann /  Kim Warwick vencen a  Christo Steyn /  Danie Visser, 6–3, 6–4.
| Predecesor: Cincinnati 1985 | Masters de Cincinnati 1986 | Sucesor: Cincinnati 1987 |